# Nahuelito
A Nahuelito Argentínában, a patagóniai Nahuel Huapí-tóban élő tavi szörny, melynek létezését tudományos bizonyítékok eddig nem támasztják alá. A helybéli indián őslakosok már időtlen idők óta hiszik azt, hogy a tóban egy hatalmas méretű teremtmény él. A 20. század elején a legenda újból életre kelt, miután 1922-ben beszámolók jelentek meg argentin lapokban a lény létezéséről, különböző szemtanúk beszámolóiról. Az állítólagos szörnynek a Nahuelito nevet adták. A szemtanúk és az őslakosok beszámolói alapján a szörny leginkább egy plezioszauruszhoz hasonlítható. 
A Buenos Aires-i Állatkert kutatói kutatást végeztek a tónál, hogy megtudják, hogy valóban egy prehisztorikus állatfaj él-e ott, ám semmilyen bizonyítékot nem találtak létezésére.
A 60-as években újból az érdeklődések homlokterébe került Nahuelito, egyesek szerint ezzel csak a térségben folyó nukleáris kutatásokat akarták elfedni.
A 90-es évek végén egy ismeretlen fotográfus által készített képek jelentek meg a szörnyről. (lásd itt: Fotók a szörnyről?)

## Észlelések
- A helyi őslakosok mindig is hittek abban, hogy a tóban egy nagy termetű szörny él.
- 1910 – George Garett és fia a tavon hajóztak, amikor megpillantották a szörnyet: a hajótól mintegy 250 méterre látták meg, hossza 15-20 láb között volt.

## Magyarázatok a szörny felbukkanására
1. A teremtmény létezik, egy prehisztorikus túlélő, valószínűleg egy plezioszaurusz vagy egy ichthyosaurus.
2. Valójában egy tengeralattjáró, mely időnként felemelkedik a víz felszínére, így teremtve alapot a turistaszenzációnak. 
3. A lény egy mutáció eredménye, mely talán nukleáris kísérletek eredményeképpen jött létre, melyek a Peron-rezsim uralkodása idején a térségben folytak a náci Németországból elmenekült tudósok részvételével.

## Idegenforgalomés a szörny
A tó partján lévő Bariloche falu az utóbbi években turistaparadicsom lett, rengeteg turista érkezik a térségbe annak reményében, hogy megpillanthatják a szörnyet. A szörny állandó szereplője az argentínai lapoknak legfőképpen a nyári "uborkaszezon"ban.